# Linas Vaitkus
Linas Vaitkus (* 24. März 1973 in Chicago, Vereinigte Staaten) ist ein ehemaliger litauischer Skirennläufer.

## Biographie
Vaitkus wurde als Sohn litauischer Einwanderer in Chicago geboren und wuchs in Steamboat Springs, Colorado auf. Nach der Unabhängigkeit Litauens von der Sowjetunion im Jahr 1991 erhielt er die litauische Staatsbürgerschaft.
1992 gab er sein internationales Renndebüt für Litauen bei den Juniorenweltmeisterschaften in Maribor. Dort erreichte Vaitkus als bestes Platzierung den 31. Rang im Slalom.
In den darauffolgenden Jahren startete Vaitkus hauptsächlich bei Rennen in Nordamerika, so gab er dort unter anderem am 24. November 1996 in Park City, Utah sein Weltcupdebüt, wobei ihm jedoch die Qualifikation für den zweiten Durchgang nicht gelang. Dies sollte ihm auch bei seinen weiteren Weltcupstarts nicht gelingen, als beste Platzierung erreichte er am 6. Dezember 1997 beim Super-G von Beaver Creek Rang 34.
1997 nahm er als erster litauischer Skirennläufer an einer Alpinen Skiweltmeisterschaft teil. Bei den Wettkämpfen in Sestriere gelang ihm mit Rang 30 im Riesenslalom eine Top Platzierung.
Diese Ergebnis konnte er bei den Olympischen Winterspielen in Nagano im darauffolgenden Jahr sogar noch übertreffen. In der Abfahrt belegte er den 25. Platz, bis heute das beste Ergebnis eines litauischen Skirennläufer bei Olympischen Winterspielen.
Danach startete Vaitkus noch vereinzelt bei FIS-Rennen in den USA, sein letztes Rennen bestritt er am 3. April 2004 in Breckenridge, Colorado. Danach ist er nicht mehr als Rennläufer in Erscheinung getreten.

## Erfolge

### Olympische Winterspiele
- Nagano 1998: 25. Abfahrt

### Weltmeisterschaften
- Sestriere 1997: 30. Riesenslalom, 34. Slalom, 52. Super-G

### Juniorenweltmeisterschaften
- Maribor 1992: 31. Slalom, 36. Abfahrt, 39. Riesenslalom

### Nor-Am Cup
- Eine Platzierung unter den besten 30

### Weitere Erfolge
- 12 Platzierungen unter den besten 10 bei FIS-Rennen